# Des O'Connor
Desmond Bernard O'Connor (Londres, 12 de enero de 1932 - Ibidem, 14 de noviembre de 2020) fue un comediante, cantante y presentador de televisión británico.
Fue un presentador de programas de televisión durante mucho tiempo, comenzando con The Des O'Connor Show en 1963, que duró diez años. También presentó programas de juegos, incluido Take Your Pick de 1992 a 1999, y el programa de juegos Countdown de Channel 4 de larga duración durante dos años entre 2007 y 2008.
O'Connor grabó 36 álbumes y tuvo cuatro sencillos entre los diez primeros en el Reino Unido, incluido un éxito número uno con "I Pretend", con ventas globales de más de dieciséis millones de discos. Bien conocido por su amistad con los comediantes Morecambe y Wise, su habilidad para el canto fue a menudo objeto de burla en su programa, con O'Connor participando en los bocetos.

## Infancia y juventud
O'Connor nació en Stepney, East End de Londres, hijo de Maude (de soltera Bassett), una limpiadora judía, y Harry O'Connor, un basurero irlandés. Se crio en la fe de su madre y, a menudo, bromeaba diciendo que era el único O'Connor que tenía un bar mitzvah. En su infancia, tuvo raquitismo y resultó gravemente herido en un accidente automovilístico. Tenía un hermano, William, y una hermana, Patricia, un año menor que él. Fue evacuado a Northampton durante la Segunda Guerra Mundial, donde trabajó en una fábrica de zapatos y fue jugador de colegial en Northampton Town Football Club.
Después de completar su servicio nacional en la Real Fuerza Aérea británica, trabajó como casaca roja en el campamento de vacaciones de Butlin en Filey, donde conoció a su primera esposa Phyllis, y como vendedor de zapatos en Church's en Northampton, y para United Counties, tanto en la carretera y en la oficina, antes de ingresar al mundo del espectáculo. Antes de su salto en la televisión, sus primeras apariciones en teatro fueron en variedad, donde apareció en lugares de todo el país.

## Carrera profesional

### Stage
O'Connor actuó en el Glasgow Empire, MGM Grand de Las Vegas, la Opera House de Sídney y el O'Keefe Centre de Toronto, e hizo más de mil apariciones en solitario en el London Palladium.
A finales de 2011, O'Connor protagonizó Dreamboats and Petticoats en el Playhouse Theatre.
En mayo de 2012, O'Connor reemplazó a Russell Grant en el musical de West End, The Wizard of Oz, en el London Palladium, como Professor Marvel, Doorman at the Emerald City, Tour Guide y The Wizard. 
En octubre de 2015, O'Connor y Jimmy Tarbuck protagonizaron su propio espectáculo único en el London Palladium para recaudar fondos para la nueva Royal Variety Charity. Debido al éxito de este espectáculo, recorrieron el país en 2016 de abril a octubre. Los lugares que visitaron fueron (en orden cronológico), Southampton Mayflower Theatre, Leeds Grand Theatre, Southend Cliffs Pavilion, Bristol Hippodrome, Bournemouth International Centre y Milton Keynes Theatre.
En 2017, O'Connor y Tarbuck volvieron a realizar una gira por el Reino Unido de mayo a diciembre. Los lugares que visitaron incluyeron Theatre Royal, Norwich, Wolverhampton Grand Theatre, Blackpool Opera House, Princess Theatre, Torquay, The Hexagon, Reading, Theatre Royal, Newcastle y Grand Theatre, Swansea.
En 2017, O'Connor realizó una gira por los teatros del Reino Unido con su espectáculo individual.

### Televisión
O'Connor protagonizó programas de televisión convencionales casi todos los años desde 1963 hasta la década de 2000, una hazaña que solo otra personalidad televisiva ha logrado en todo el mundo (el presentador de programas de juegos estadounidense Bob Barker, que presentó programas de televisión convencionales desde 1956 hasta 2007, con 1966– 1972 en sindicación).
- Entre 1963 y 1971, O'Connor presentó The Des O'Connor Show, un programa de variedades británico, durante ocho series en ITV. A esto le siguió Des O'Connor Entertain, un programa que se desarrolló durante dos series entre 1974 y 1976 y contó con bocetos de canto, baile y comedia. En 1969, se vendieron trece ediciones del programa a NBC en los Estados Unidos, como un reemplazo de verano del Kraft Music Hall de la cadena. La serie fue transmitida en más de cuarenta países.
- Entre 1977 y 2002, O'Connor presentó su propia serie de programas de chat titulada Des O'Connor Tonight que duró siete series en BBC Two y más tarde diecisiete en ITV.
- De 1992 a 1998, O'Connor presentó el programa de juegos Take Your Pick, donde conoció a su cuarta esposa, Jodie Wilson. En 1995 y 1997 O'Connor compèred el Royal Variety Performance.
- En enero de 2001, ITV emitió An Audience with Des O'Connor.
- De 2002 a 2006, O'Connor copresidió Today con Des y Mel junto a Melanie Sykes. El espectáculo fue un programa de entretenimiento ligero en vivo por la tarde transmitido por ITV. El 12 de mayo de 2006, el canal anunció que el programa sería uno de los muchos que se eliminarían en un movimiento "doloroso, pero absolutamente necesario".[6]
- En enero de 2007, O'Connor reemplazó a Des Lynam como copresentador del programa de juegos de Channel 4 Countdown con Carol Vorderman. Dejó el programa en 2008 para dedicar más tiempo a proyectos de teatro y entretenimiento.[7] En 2009, O'Connor fue reemplazado por el presentador deportivo Jeff Stelling.
- En abril de 2012, ITV transmitió The One and Only Des O'Connor, un programa único que celebró el 80 cumpleaños de O'Connor, con invitados como Katherine Kelly, Olly Murs, Robert Lindsay y Melanie Sykes.[8]

#### Apariciones de invitados
- O'Connor apareció como invitado en The Morecambe y Wise Show en varias ocasiones. Fue el blanco de muchas bromas de Eric Morecambe, al que se refiere como "Des" - abreviatura de "desesperado" y "Muerte O'Connor".[9] Una línea, cantada con la melodía de "Crazy Words - Crazy Tune" era: "Las rosas son rojas, las violetas son azules, Des no puede cantar, ¡sabemos que es verdad!". (O'Connor era en realidad un viejo amigo del dúo e incluso participó en la redacción de muchos de los desprecios).
- En mayo de 2012, O'Connor participó en el programa de concursos de televisión ¿Le mentiría?.
- En diciembre de 2012, O'Connor fue invitado a celebrar los 100 años de Royal Variety Performance con Bruce Forsyth, Ronnie Corbett y Jimmy Tarbuck.[10]
- En diciembre de 2012, O'Connor se asoció con Lee Mack en una edición de celebridades de Who Wants to Be a Millionaire?.
- En diciembre de 2013, O'Connor apareció en una edición de celebridades de The Chase.
- En octubre de 2014, O'Connor participó como panelista en un episodio de Through the Keyhole.
- En abril de 2017, O'Connor estuvo en el panel de Alien Fun Capsule de Harry Hill.

### Música
O'Connor tuvo una exitosa carrera como cantante, grabando 36 álbumes, cinco de los cuales alcanzaron el Top 40 de la lista de álbumes del Reino Unido. O'Connor apareció con Morecambe y Wise en varios de sus programas navideños.
Trabajó con muchas estrellas del pop, entre ellas Adam Faith, Shirley Bassey, Barbra Streisand y Cilla Black. Estuvo de gira con Buddy Holly (durante la estancia de Holly en Gran Bretaña en 1958) y Jason Donovan.
Grabó cuatro sencillos del top 10, incluido "The Skye Boat Song", un dúo de 1986 con Roger Whittaker.
Su habilidad para el canto fue parodiada a menudo en The Morecambe & Wise Show, con O'Connor participando en los bocetos.

## Premios y honores
O'Connor fue el primer tema de la segunda encarnación del programa de televisión de larga duración This Is Your Life, cuando el programa regresó a las pantallas después de una ausencia de cinco años, producido por Thames Television. Fue sorprendido en vivo en el escenario del London Palladium por Eamonn Andrews en noviembre de 1969.
En 2001, O'Connor recibió el Premio de Reconocimiento Especial en los Premios Nacionales de Televisión por su contribución a la televisión.
En 2002, su autobiografía, Bananas Can't Fly!, fue publicado.
Fue nombrado Comandante de la Orden del Imperio Británico (CBE) en el 2008 Birthday Honors.

## Vida personal y muerte
O'Connor se casó cuatro veces:
1. Phyllis Gill (casada en 1953, divorciada en 1959; hija Karen O'Connor).
2. Gillian Vaughan (casada en 1960, divorciada en 1982; hijas Tracy y Samantha).
3. Jay Rufer (casado en 1985, divorciado en 1990, hija Kristina).
4. Jodie Brooke Wilson (casada en septiembre de 2007; hijo Adam).

El 14 de noviembre de 2020 falleció en el hospital tras una caída en su casa, a los 88 años.